# Аржиста Мориксио
Аржиста Мориксио (фр. Argiusta-Moriccio) је насељено место у Француској у региону Корзика, у департману Јужна Корзика.
По подацима из 2011. године у општини је живело 79 становника, а густина насељености је износила 7,67 становника/km².

## Демографија
| 1962. | 1968. | 1975. | 1982. | 1990. | 2011. |
| ----- | ----- | ----- | ----- | ----- | ----- |
| 168   | 137   | 127   | 105   | 93    | 79    |